# Simulium alienigenum
Simulium alienigenum es una especie de insecto del género Simulium, familia Simuliidae, orden Diptera.
Fue descrita científicamente por Takaoka en 1983.